# Агенція «Локвуд і Ко» (серіал)
Агенція «Локвуд і Ко» — британський телесеріал у жанрі детективного трилера, сценарій та режисерська робота Джо Корніша для Netflix на основі однойменної серії книг Джонатана Страуда. Серіал складається з восьми епізодів, а прем'єра відбулася 27 січня 2023 року. В основі серіалу сюжет перших двох книг, «Сходи, що кричать» та «Череп, що шепоче». В травні 2023 року серіал було закрито після першого сезону.

## Сюжет
У Лондоні найталановитіші підлітки-мисливці за привидами щоночі вирушають у небезпечну битву зі смертоносними духами. Серед багатьох корпоративних агентств із дорослим персоналом є один невеликий стартап: Агенція «Локвуд і Ко», керівники якої є два хлопці-підлітки та психічно обдарованою дівчиною. Вони є трійкою відступників, позбавлених фінансових мотивів, нагляду дорослих і яким судилося розгадати таємницю, яка зміниться курс історії.

## Акторський склад
| Актор             | Роль             |
| ----------------- | ---------------- |
| Рубі Стокс        | Люсі Карлайл     |
| Кемерон Чепмен    | Ентоні Локвуд    |
| Алі Хаджі-Хешматі | Джордж Карім     |
| Іванно Джеремі    | інспектор Барнс  |
| Люк Тредевей      | Золоте Лезо      |
| Морвен Крісті     | Пенелопа Фіттес  |
| Джек Бандейра     | Квілл Кіппс      |
| Бен Кромптон      | Джуліус Вінкман  |
| Гейлі Конаду      | Фло Боунс        |
| Ріанна Дорріс     | Кет Ґодвін       |
| Педді Голланд     | Боббі Вернон     |
| Ріко Віна         | Нед Шоу          |
| Луїза Брілі       | Памело Джоплін   |
| Найджел Планер    | сер Джон Ферфекс |

## Український дубляж
- Євгеній Лісничий — Ентоні Локвуд
- Юлія Перенчук — Люсі Карлайл
- Роман Молодій — Джордж Кабінс
- Світлана Шекера — Фло Боунс
- Людмила Петриченко — Памела Джоплін
- Владислав Михальчук — інспектор Барнс
- Максим Самчик — Квілл Кіппс
- Володимир Терещук — Джуліус Вінкмен
- Олексій Сафін — Череп
- Юрій Кудрявець — Золоте Лезо
- Тетяна Руда — Пенелопа Фіттес
- Михайло Кришталь — Ферфекс
- Марія Яценко — Аннабель Ворд
- Олександр Завальський — Сондерс
- Роман Чорний — Агент
- Еліна Сукач — Норрі
- Марина Клодницька — місис Вінкмен
- Руслан Драпалюк — Боббі Вернон
- Єлизавета Мастаєва — Еллі
- Кирило Татарченко — Нед

Також: Віталій Ізмалков, Роман Солошенко, Аліна Проценко, Валерія Антонова.
Серіал дубльовано студією «Postmodern» на замовлення компанії «Netflix» у 2023 році.
- Режисерка дубляжу — Світлана Шекера.
- Перекладачка — Катерина Щепковська.
- Спеціалістки з адаптації — Катерина Щепковська, Ганна Альзоба.
- Звукооператор — Олександр Кривоваз.
- Спеціаліст зі зведення звуку — Сергій Александров.
- Менеджерка проєкту — Анастасія Дишкант.

## Список серій
| № серії | Назва серії               | Режисер(и)     | Сценарист(и)   | Оригінальна дата виходу |
| --- | ------------------------- | -------------- | -------------- | ----------------------- |
| 1 | «Це будемо ми»            | Джо Корніш     | Буде визначено | 27 січня 2023           |
| Після раптового завершення тренувань із полювання на привидів Люсі Карлайл тікає до Лондона, де зустрічає двох підлітків, які працюють паранормальними детективами. |                           |                |                |                         |
| 2 | «Відпусти мене»           | Буде визначено | Буде визначено | 27 січня 2023           |
| Після втрати роботи Локвуд має лише два тижні, щоб знайти 60 тисяч фунтів на відшкодування збитків. Люсі спілкується з духом за допомогою каблучки.                 |                           |                |                |                         |
| 3 | «Не вір, що зорі палають» | Буде визначено | Буде визначено | 27 січня 2023           |
| Команда сподівається повернути борг, виконавши завдання від елітного клієнта. Але місія виявляється складнішою, ніж вони очікували.                                 |                           |                |                |                         |
| 4 | «Солодких снів»           | Буде визначено | Буде визначено | 27 січня 2023           |
| Люсі чує, як хтось її кличе, коли команда працює над очищенням небезпечної могили на кладовищі. Привиди не розмовляють… Правда ж?                                   |                           |                |                |                         |
| 5 | «Смерть іде»              | Буде визначено | Буде визначено | 27 січня 2023           |
| Команда намагається знайти зниклу реліквію раніше за суперників. У світі мисливців на привидів небезпека чекає на кожному кроці.                                    |                           |                |                |                         |
| 6 | «Ти не питав»             | Буде визначено | Буде визначено | 27 січня 2023           |
| Розбитий череп приводить Люсі до дому Бікерстафа. Команда приймає запрошення на бал Фіттс, сподіваючись здобути рідкісну книгу з бібліотеки компанії.               |                           |                |                |                         |
| 7 | «Ти в трансі»             | Буде визначено | Буде визначено | 27 січня 2023           |
| Джордж і Фло очікують, а Люсі й Локвуд прослизають на підпільний аукціон, де злочинці братимуть участь у торгах за неоціненний артефакт.                            |                           |                |                |                         |
| 8 | «Не вічне»                | Буде визначено | Буде визначено | 27 січня 2023           |
| Локвуд і Люсі розкривають правду про кістяне скло й розуміють, що Джордж у смертельній небезпеці, а час для порятунку спливає.                                      |                           |                |                |                         |

## Виробництво

### Розробка
19 травня 2020 року було оголошено, що виробнича компанія Complete Fiction співпрацює з Netflix над створенням серіалу за мотивами серії книг Джонатана Страуда «Агенція „Локвуд і Ко“». Джо Корніш був призначений керувати та виконавчим продюсером серіалу. У грудні 2020 року Netflix офіційно надав Агенції «Локвуд і Ко» замовлення на серіал із восьми епізодів. Корніш виступає головним сценаристом і режисером. Ніра Парк, Рейчел Прайор і Корніш виступають виконавчими продюсерами. Вільям МакҐреґор також брав участь у постановці кількох епізодів.
Ед Хіме, Кара Сміт і Джой Вілкінсон є сценаристами серіалу.

### Кастинг
Акторський склад серіалу було підтверджено в березні 2022 року: Рубі Стокс, Кемерон Чепмен і Алі Хаджі-Хешматі зніматимуться разом з Іванно Джеремі, Люком Тредевей і Морвен Крісті. До акторського складу також приєдналися Джек Бандейра, Бен Кромптон, Гейлі Конаду, Ріанна Дорріс і Педді Голланд.

### Зйомки
Зйомки почалися 5 липня 2021 року в Лондоні. Зйомки відбувалися на кладовищі Кенсал-Грін наприкінці жовтня 2021 року. Зйомки серіалу завершилися 15 березня 2022 року в Лондоні.

## Рейтинг
Вебсайт Rotten Tomatoes повідомив про 100 % рейтинг схвалення із середнім рейтингом 8,0/10 на основі 7 відгуків критиків. Metacritic, який використовує середньозважену оцінку, присвоїв оцінку 78 зі 100 на основі 6 критиків, вказуючи на «загалом схвальні відгуки».